# Kurt Mälzer

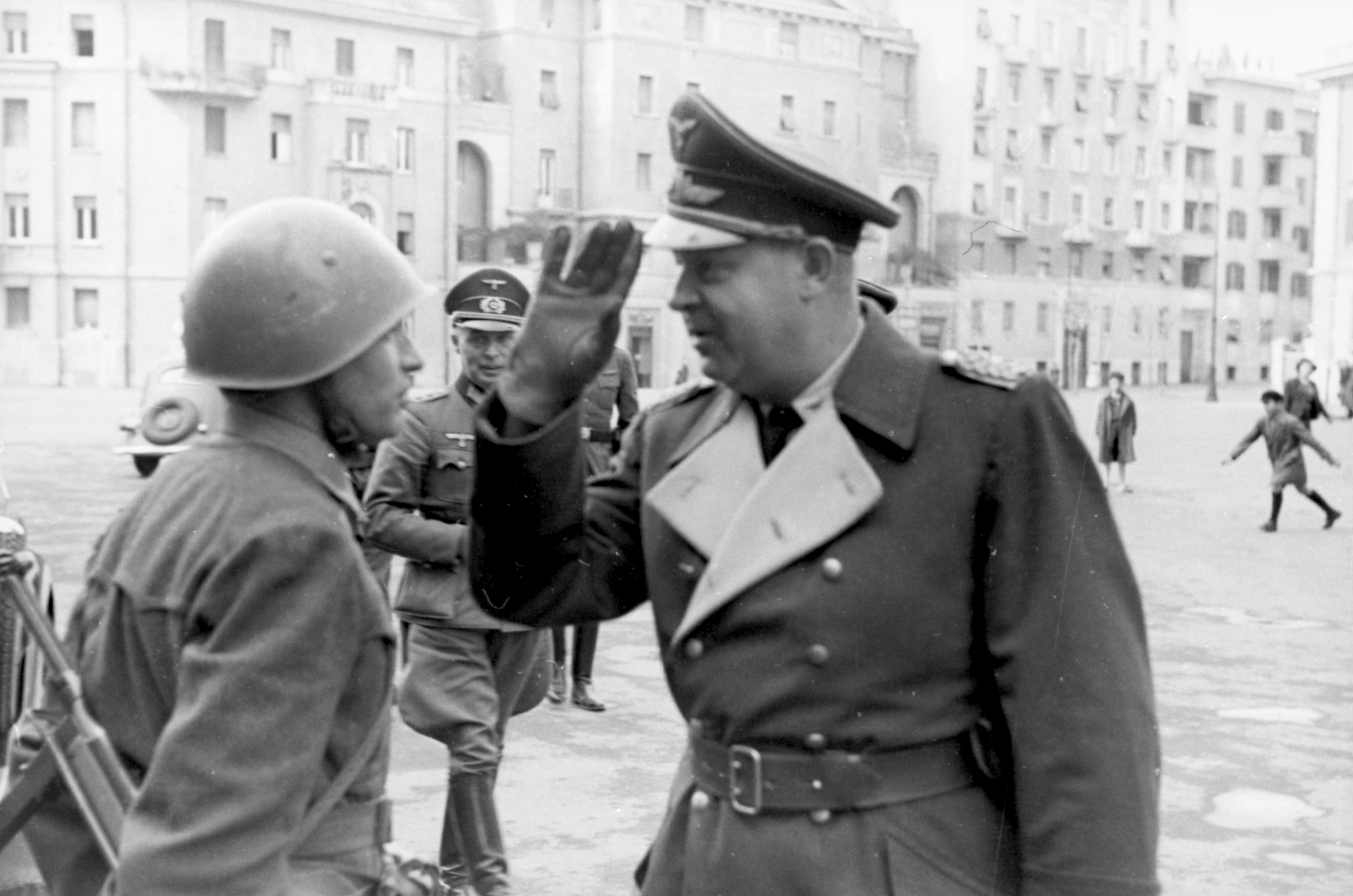
Mälzer salutiert während einer Parade und Appell italienischer Soldaten bei Nettuno im März 1944.

Kurt Mälzer (* 2. August 1894 in Altenburg; † 24. März 1952 in Werl) war ein deutscher Generalleutnant der Luftwaffe. Als Kommandant von Rom war er 1944 für das Massaker in den Ardeatinischen Höhlen mitverantwortlich. Er wurde 1946 wegen Kriegsverbrechen zum Tode verurteilt, aber zu einer lebenslänglichen Haftstrafe begnadigt und starb noch vor seiner sich abzeichnenden Entlassung in der JVA Werl.

## Leben
Mälzer trat 1914 noch vor dem Ausbruch des Ersten Weltkriegs als Fahnenjunker in die Sächsische Armee ein. Im selben Jahr wurde ihm das Eiserne Kreuz II. und I. Klasse verliehen. Außerdem absolvierte er während des Krieges eine Pilotenausbildung. Nach Kriegsende wurde er als Leutnant in die Reichswehr übernommen und diente zunächst als Zugführer der 4. Kraftfahr-Abteilung. 1923/24 absolvierte er eine Ausbildung an der Artillerieschule Jüterbog. 1925 zum Oberleutnant befördert, wurde er Batteriechef beim 4. Artillerie-Regiment. Zwischen 1928 und 1933 war er zum Studium an die Technische Hochschule Charlottenburg abgestellt, wo er 1933 den Abschluss eines Diplom-Ingenieurs erwarb. Anschließend wurde er zum Reichswehrministerium abgeordnet.
1934 wechselte Mälzer zu der im Neuaufbau befindlichen Luftwaffe. Er unterrichtete kurzzeitig an der Technischen Schule in Jüterbog und gehörte zu den ersten Ausbildern an der neuen Luftkriegsschule II in Berlin-Gatow. 1937 wurde er, inzwischen im Dienstgrad eines Oberstleutnants, Kommandant des Kampfgeschwaders 255 und des Luftwaffenstützpunktes Landsberg am Lech.
Bei Beginn des Zweiten Weltkriegs war Mälzer zum Stab der Luftflotte 2 abgestellt. Während des Frankreichfeldzuges wurde Mälzer am 28. Mai 1940 Kommandant der Flugbereitschaft des Luftgaukommandos Belgien-Nordfrankreich in Brüssel. 1941 zum Generalmajor befördert, war er 1942/43 Abteilungsleiter im Reichsluftfahrtministerium und wurde im September 1943 Kommandant der Sanitäts-Flugbereitschaft 17 in Wien. Am 1. Oktober 1943 zum Generalleutnant befördert, wurde er zum 30. Oktober 1943 als Stadtkommandant nach Rom versetzt. Als solcher unterstand er Eberhard von Mackensen.
In dieser Eigenschaft war er einer der Verantwortlichen für das Massaker in den Ardeatinischen Höhlen. Da Rom als offene Stadt galt, lag die Entscheidungsgewalt über Vergeltungsmaßnahmen nach Angriffen auf deutsche Soldaten bei den Kommandeuren der Wehrmacht, also bei Mälzer, Mackensen und Feldmarschall Albert Kesselring. Der Kommandeur der Sicherheitspolizei und des SD in Rom, Herbert Kappler, unterstand dabei Mälzer. Nach dem Attentat in der Via Rasella am 23. März 1944 auf das Polizeiregiment „Bozen“ befahl Mälzer, der von Mackensen bei anderer Gelegenheit auch als „wirrer Kopf“ bezeichnet wurde, bereits nach seinem Eintreffen am Tatort, das Häuserviertel in der Via Rasella in die Luft zu sprengen. Der Offizier, der diesen Befehl entgegennahm, untersagte die Sprengung jedoch im Namen von Feldmarschall Kesselring. Gemeinsam mit Kappler und Kesselring beschloss Mälzer, angeblich zur Ausführung eines Führerbefehls, die Erschießung von jeweils zehn Geiseln für jeden getöteten Deutschen. Insgesamt wurden am 24. März 1944 335 italienische Zivilisten, darunter 75 jüdische Geiseln, getötet.
Mälzer wurde wegen dieses Kriegsverbrechens gemeinsam mit Mackensen im November 1946 vor einem britischen Militärgericht in Italien angeklagt und zum Tode verurteilt. Bereits im September 1946 hatte ein amerikanisches Militärgericht Mälzer wegen der öffentlichen Zurschaustellung von Kriegsgefangenen während einer Parade in Rom am 2. Februar 1944 zu zehn Jahren Haft verurteilt, eine Strafe, die auf drei Jahre reduziert wurde. Am 29. Juni 1947 wurden Mälzer und Mackensen zu lebenslänglichem Zuchthaus begnadigt. Die Briten begründeten dies damit, dass Kesselring vor einem italienischen Gericht nicht zum Tode verurteilt worden wäre. Mackensen und Mälzer verbüßten ihre Strafe seit 1947 in der Strafanstalt Werl. Während Mackensen im Oktober 1952 freigelassen wurde, starb Mälzer noch im Gefängnis. Sein Begräbnis wurde vom Verband deutscher Soldaten zu einer Solidaritätskundgebung umfunktioniert, der sich auch das Deutsche Rote Kreuz, der Stahlhelm, Bund der Frontsoldaten, die FDP und Die Falken anschlossen.